# Venus (groupe)
Pour les articles homonymes, voir Venus.
 (avril 2016).
Si vous disposez d'ouvrages ou d'articles de référence ou si vous connaissez des sites web de qualité traitant du thème abordé ici, merci de compléter l'article en donnant les références utiles à sa vérifiabilité et en les liant à la section « Notes et références ».
Venus est un groupe musical belge créé en 1997 par cinq artistes venant de genres très différents, pop, jazz, musique classique et théâtre. Le groupe, actif de 1997 à 2007, est bruxellois,,.

## Origine
Au départ, leur idée est de regrouper tous ces éléments sous un format pop/rock en utilisant uniquement des instruments acoustiques (guitare, contrebasse, percussions, violon) et s'accompagnant d'un scénographe.

## Historique
Le groupe sort un premier EP en 1998, Royalsucker EP sur le label BMG/RCA. Cette collaboration sera cependant de courte durée et c'est sur un label italien, Sonica Factory, que le premier album du groupe sort en octobre 1999, Welcome To The Modern Dance Hall. Entre-temps, le groupe se produit au Printemps de Bourges et y remporte le prix de la Meilleure Performance Rock[réf. souhaitée].
Welcome to the Modern Dance Hall reçoit des critiques élogieuses dans les pays du Benelux, en France et en Italie[réf. nécessaire]. La tournée qui suit dure près d'un an et se termine à un concert en septembre 2000 lors du festival les Nuits Botanique à Bruxelles. Ce concert sort sous format CD-8 titres en novembre 2000 sous l'intitulé The Man Who Was Already Dead.
Les années qui suivirent virent la faillite de leur maison de disques et les tensions internes menacer la survie du groupe. Après une tournée en solo qui débouchera sur son projet parallèle Little Hotel, Marc A. Huyghens remet Venus sur les rails avec un deuxième album intitulé Vertigone, enregistré à quatre, avec un nouveau batteur, Jean-Marc Butty (PJ Harvey, White Hotel, Fire Water). Sorti sur EMI France, cet album se veut plus calme et introspectif, à l'instar de Radiohead sur l’album The Bends[réf. souhaitée]. Si les instruments sont toujours principalement acoustiques, des orchestrations habillent la plupart des morceaux, tout en les laissant respirer, comme sur Running at full speed qui débute sur une chorale d’enfants.
En 2006, le groupe sort son troisième album studio The Red Room, coproduit par Head. Afin de promouvoir cet album, le groupe s'est lancé dans une tournée qui est passée par la Belgique, la France, l'Espagne, le Danemark et l'Angleterre, l'Italie et la Suisse. Dans la foulée, le groupe enregistre O Marie un EP comprenant des reprises de Daniel Lanois (O Marie), Björk (Bachelorette) et de leur célèbre compatriote Jacques Brel (Amsterdam).
En mars 2007, alors qu'un concert est organisé à l'Ancienne Belgique de Bruxelles pour fêter les dix ans du groupe, Marc Huyghens surprend son entourage en annonçant sur le site officiel du groupe la fin de Venus : « Après 10 années de voyage interstellaire, d’aventures exotiques, de concerts hypnotiques, d’épisodes chaotiques et de fous-rires éthyliques, j’ai choisi de m’éclipser vers d’autres aventures intergalactiques ». Le concert du 23 mars à l'AB s'est ainsi transformé en une grande fête d'adieu, au cours de laquelle de nombreux invités (parmi lesquels Walter Janssen, contrebassiste historique du groupe) sont venus rendre un dernier hommage à Venus. Ce concert donnera lieu au dernier album du groupe, sobrement intitulé  Venus, comprenant, outre l'enregistrement du concert, une compilation de leurs meilleurs titres.

## Composition du groupe
1997-2000
- Marc A. Huyghens : chant, guitare.
- Christian Schreurs : violon, guitare.
- Walter Janssens : contrebasse.
- Thomas Van Cottom : batterie.
- Patric Carpentier : scénographie.

2000-2001
- Marc A. Huyghens : chant, guitare.
- Christian Schreurs : violon, guitare.
- Pierre Jacqmin : Basse, contrebasse
- Thomas Van Cottom : batterie.
- Patric Carpentier : scénographie.

2001-2007
- Marc A. Huyghens : chant, guitare.
- Christian Schreurs : violon, guitare.
- Pierre Jacqmin : basse, contrebasse.
- Jean-Marc Butty : batterie.

## Discographie
- Royalsucker EP (1998 BMG)
- Welcome To The Modern Dance Hall (1999 Sonica)
- The Man Who Was Already Dead - Live (2000 Sonica)
- Vertigone (2003 EMI)
- The Red Room (2006 BANG!)
- O Marie EP (2006 BANG!)
- Venus - Best of & live (2007 BANG!)
- Immortal (soundtrack) - film d'Enki Bilal (2004 TF1 Productions)
- Pas La Peine (2004 Amnesty International)
- On Dirait Nino - Tribute to Nino Ferrer, reprise de South (2005 ULM/Universal)
- Un Cadavre Exquis (2005 Cabaret Walter)
- Ensemble, c'est tout (soundtrack) - film de Claude Berri (2006 Pathé Production)